# 大阪パック
『大阪パック』（おおさかパック、OSAKA Puck）は、1906年（明治39年）11月から1950年（昭和25年）3月まで刊行されていた日本の漫画雑誌。月2回刊。
創刊当初の発行元は大阪・船場の輝文館で、後に「大阪パック社」へ社名を変更。末期には大阪新聞社の発行となっていた。

## 概要

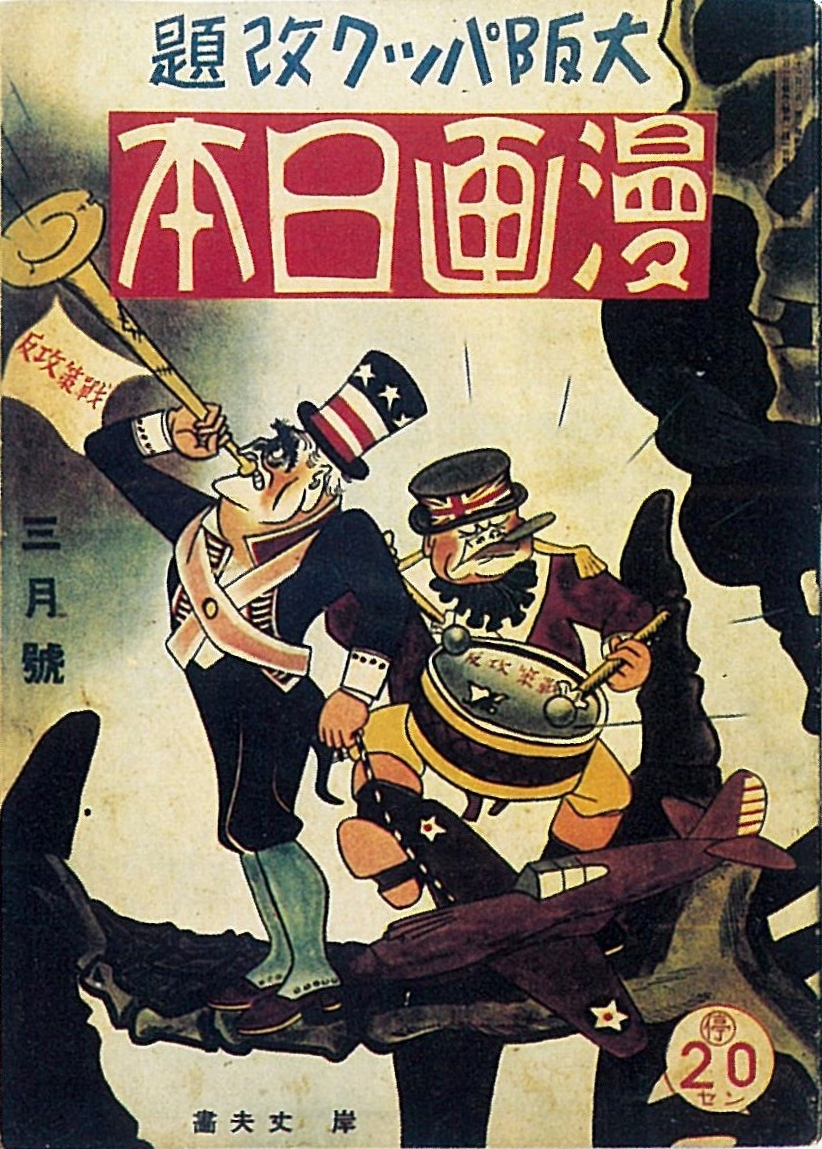
1943年3月号より『漫画日本』に改題

1905年に北沢楽天の主筆で創刊した風刺漫画専門誌『東京パック』に対抗する形で洋画家・赤松麟作が中心となって、1906年に創刊された。駅売りを充実させることで部数を伸ばし、過当競争や太平洋戦争の激化に伴う出版統制で他の風刺漫画専門誌が相次いで休廃刊した中に在っても「健全漫画雑誌」を掲げ定期刊行を継続。1943年には英語禁止令に伴い『漫画日本』へ改題するものの、戦況の激化で1945年1月に一時休刊を余儀なくされる。
太平洋戦争の終結後、1945年9月に復刊。1946年には『読物と漫画』へ改題して再出発を図るが、1950年3月を以て廃刊し43年4か月の歴史に終止符を打った。この43年4か月という発行期間は長らく日本の漫画雑誌としては最長記録であったが、1997年4月に講談社『なかよし』が更新している。